# Kristiina Mäkelä
Kristiina Mäkelä (Orimattila, 20 de noviembre de 1992) es una atleta finlandesa especializada en triple salto que, ocasionalmente, también ha competido en salto de longitud.

## Carrera
En el Campeonato Mundial Juvenil de Atletismo de 2009 celebrado en 2009 en Bresanona (Italia), un torneo para deportistas menores de 18 años, Mäkelä debutó como deportista profesional, obteniendo un sexto resultado al conseguir un triple salto de 13,03 metros. Ese mismo año, en el Festival Olímpico de la Juventud Europea de Tampere (Finlandia) se alzó con su primer metal, al quedar segunda tras una marca de 13,14 metros. Su primera competición con mayoría de edad fue ese mismo año en Gotemburgo, en la competición compartida de atletismo entre Finlandia y Suecia, donde saltó 13,23 metros. En 2010, en el Campeonato Mundial Júnior de Atletismo llegó a quedar séptima, con un nuevo récord personal de salto, con tres centésimas más (13,26 m.) que su anterior registro.
En el Campeonato Europeo de Atletismo Sub-20 de 2011 en Tallin, Mäkelä ganó la medalla de plata volviendo a superar, con 19 años, un nuevo récord nacional, al conseguir una marca de 13,67 metros. En la misma competición, también participaría en el salto de longitud, donde no obtuvo tan buen resultado, al no superar los 5,75 metros, que la dejó en décima posición.
En el Campeonato Europeo de Atletismo en Pista Cubierta de 2015 celebrado en Praga, Mäkelä quedó octava. En marzo de ese año, aseguró su participación en el Campeonato Mundial de Atletismo que iba a celebrarse en agosto en el Estadio Nacional de Pekín (China), donde saltaría una marca de 13,83 metros. Pese a mejorar aún más sus marcas, ello no fue suficiente para pasar el corte, quedándose en la clasificación sin opciones. En el mes de noviembre, Mäkelä fue seleccionada para el Campeonato de Europa de 2016 en Ámsterdam.

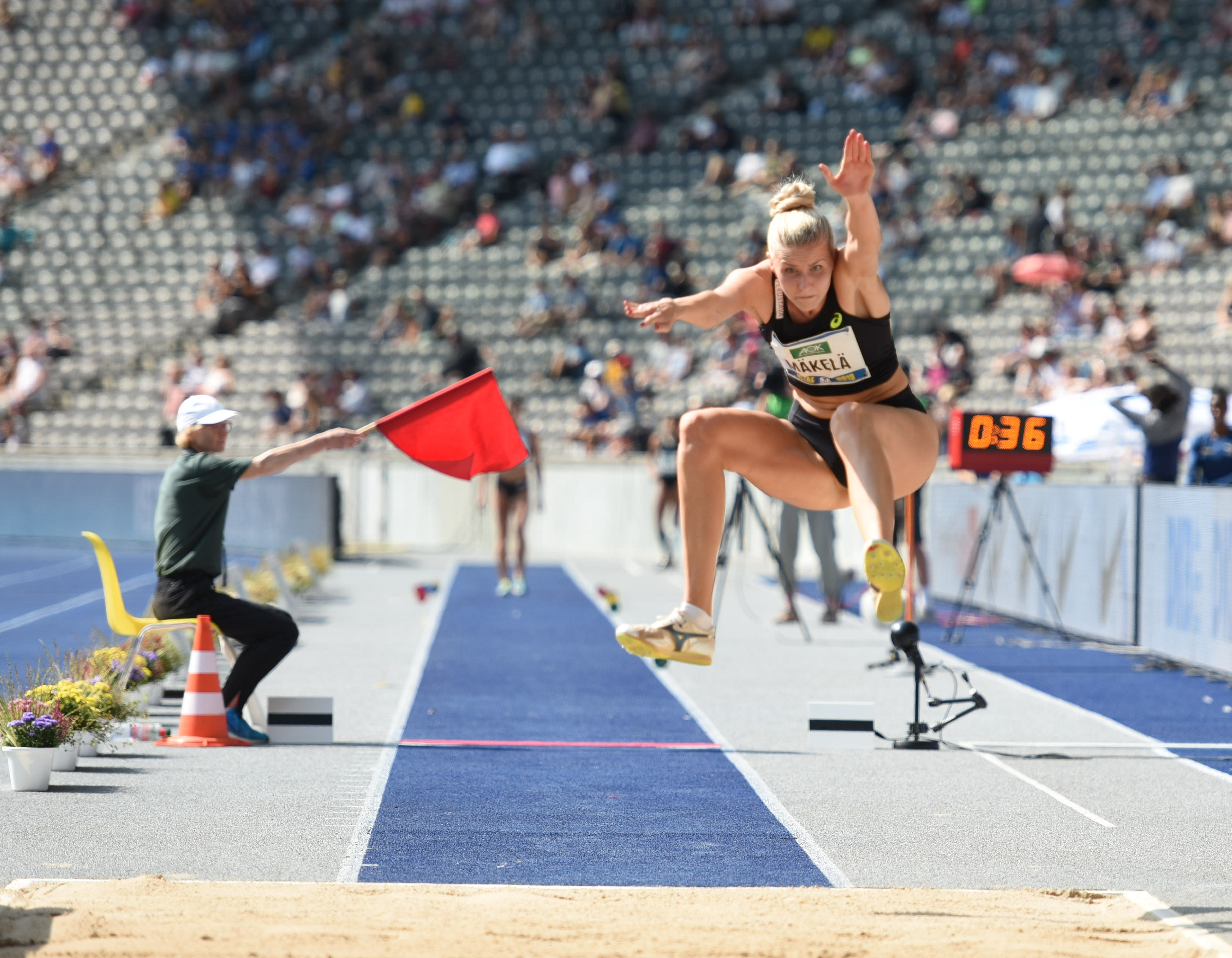
Salto de Mäkelä en 2019.

Ya en 2016, en el mes de marzo, Mäkelä participó en el Campeonato Mundial de Atletismo en Pista Cubierta celebrado en Portland, donde terminó sexto con una puntuación de 14,07 metros, quedándose a tan sólo ocho centímetros de la medalla de bronce. En la cita europea de Ámsterdam, Mäkalä quedó novena con un resultado de 13,95. Semanas más tarde, participaría en su primera internada olímpica al formar parte del equipo finés que competiría en Río 2016. En territorio brasileño volvió a dejar un nuevo récord al saltar 14,24 metros en la clasificación, que le aseguraba quedar quinta y un pase a la final, significando no sólo un nuevo logro personal, también nacional, pues en 40 años ninguna atleta finés había logrado avanzar a la final olímpica en dicha especialidad. Finalmente, quedaría en duodécima posición, con un resultado de 13,95 metros.
En el Campeonato Europeo de Atletismo en Pista Cubierta de 2017 de Belgrado (2017) saltó a su mejor nivel de la temporada, con 14,18 metros. En la final acabó en octava posición con una marca de 13,73 metros. Posteriormente, en Londres, en la cita por el Campeonato Mundial mejoraría un poco su marca, con 13,92 metros, pero volvía a quedarse en la clasificación. 
En el Campeonato Mundial de Atletismo en Pista Cubierta de 2018 de Birmingham (Reino Unido) volvía a marcar 13,73 m., resultado que la dejó en decimosexta posición de la clasificación. En la cita de Campeonato Mundial de Atletismo de Doha (Catar) saltaría al sexto puesto con uno de los mejores resultados de la competición en la clasificación, al saltar 14,26 metros. Tras acceder a la final, saltaría 13,99 m., que le valió la duodécima plaza.

## Resultados por competición

### Por temporada
| Representando a Finlandia | Representando a Finlandia                         | Representando a Finlandia | Representando a Finlandia | Representando a Finlandia |
| ------------------------- | ------------------------------------------------- | ------------------------- | ------------------------- | ------------------------- |
| Año                       | Competición                                       | Lugar                     | Puesto                    | Marca                     |
| 2009                      | Campeonato Mundial Juvenil de Atletismo           | Bresanona                 | 6.ª                       | 13,03 m.                  |
| 2009                      | Festival Olímpico de la Juventud Europea          | Tampere                   | 2.ª                       | 13,14 m.                  |
| 2010                      | Campeonato Mundial Júnior de Atletismo            | Moncton                   | 7.ª                       | 13,26 m.                  |
| 2011                      | Campeonato Europeo de Atletismo Sub-20            | Tallin                    | 2.ª                       | 13,67 m.                  |
| 2012                      | Campeonato Europeo de Atletismo                   | Helsinki                  | -                         | NM                        |
| 2015                      | Campeonato Europeo de Atletismo en Pista Cubierta | Praga                     | 8.ª                       | 13,66 m.                  |
| 2015                      | Campeonato Mundial de Atletismo                   | Pekín                     | 13.ª (q)                  | 13,83 m.                  |
| 2016                      | Campeonato Mundial de Atletismo en Pista Cubierta | Portland                  | 6.ª                       | 14,07 m.                  |
| 2016                      | Campeonato Europeo de Atletismo                   | Ámsterdam                 | 9.ª                       | 13,95 m.                  |
| 2016                      | Juegos Olímpicos                                  | Río de Janeiro            | 12.ª                      | 13,95 m.                  |
| 2017                      | Campeonato Europeo de Atletismo en Pista Cubierta | Belgrado                  | 8.ª                       | 14,18 m.                  |
| 2017                      | Campeonato Mundial de Atletismo                   | Londres                   | 16.ª (q)                  | 13,92 m.                  |
| 2018                      | Campeonato Mundial de Atletismo en Pista Cubierta | Birmingham                | 16.ª (q)                  | 13,73 m.                  |
| 2018                      | Campeonato Europeo de Atletismo                   | Berlín                    | 9.ª                       | 14,01 m.                  |
| 2019                      | Campeonato Europeo de Atletismo en Pista Cubierta | Glasgow                   | 6.ª                       | 14,29 m.                  |
| 2019                      | Campeonato Mundial de Atletismo                   | Doha                      | 12.ª                      | 13,99 m.                  |
| 2021                      | Campeonato Europeo de Atletismo en Pista Cubierta | Toruń                     | 6.ª                       | 14,23 m.                  |
| 2022                      | Campeonato Mundial de Atletismo en Pista Cubierta | Belgrado                  | 9.ª                       | 14,14 m.                  |
| 2022                      | Campeonato Mundial de Atletismo                   | Eugene                    | 9.ª                       | 14,18 m.                  |
| 2022                      | Campeonato Europeo de Atletismo                   | Múnich                    | 2.ª                       | 14,64 m.                  |
| 2023                      | Campeonato Mundial de Atletismo                   | Budapest                  | 18.ª (q)                  | 13,88 m.                  |
| 2024                      | Campeonato Mundial de Atletismo en Pista Cubierta | Glasgow                   | 12.ª                      | 13,47 m.                  |
| 2024                      | Campeonato Europeo de Atletismo                   | Roma                      | 14.ª (q)                  | 13,76 m.                  |

### Mejores marcas
| Disciplina                         | Marca (m.) | Lugar      | Fecha                   | Notas                        |
| ---------------------------------- | ---------- | ---------- | ----------------------- | ---------------------------- |
| Salto de longitud (exterior)       | 6,08       | Orimattila | 8 de septiembre de 2016 |                              |
| Salto de longitud (pista cubierta) | 6,19       | Jyväskylä  | 18 de febrero de 2017   |                              |
| Triple salto (exterior)            | 14,64 (NR) | Múnich     | 19 de agosto de 2022    |                              |
| Triple salto (pista cubierta)      | 14,38      | Madrid     | 8 de febrero de 2019    | Récord nacional de Finlandia |